# Michele McNally
Michele McNally (25. června 1955 – 18. února 2022 Yonkers) byla americká novinářská fotografka v The New York Times. Vystudovala Queens College (divadelní umění) a Brooklyn College, zaměstnána byla v redakcích Time-Life (1980–1986), Fortune Magazine 1986-2004 a The New York Times 2004-2018.

## Životopis
V letech 2004 až 2018 působila v The New York Times jako vedoucí odboru po dobu 14 let. Během jejího působení noviny získaly řadu ocenění za fotožurnalistiku, včetně Pulitzerových cen, cen George M. Polka, ocenění zámořského tiskového klubu, Emmy a dalších ocenění za vynikající fotografie.
Jako redaktorka získala cenu Jima Gordona Editor roku za fotožurnalistiku od National Press Photographers Association a v letech 2015 a 2017 vyhrála cenu Anguse McDougalla Visual Editing Award. Byla aktivní jako porotkyně v řadě fotografických novinářských soutěží. Její práce často zahrnovala pozorné prohlížení konkrétních fotografií, aby se ujistila, zda některá z nich nebyla zinscenována nebo upravena, a často zvažovala problémy týkající se konkrétních fotografií. Při hodnocení fotografií pro zpravodajské snímky, když zobrazují skutečné situace a události, její zásadou nebylo povolit fotografie, které byly zinscenovány. Svůj přístup k fotožurnalistice komentovala:
Vezmete neuvěřitelně talentovanou skupinu fotografů, vložíte je do nejdůležitějších příběhů a necháte to běžet tak dlouho, jak bude potřeba!
 Michele McNally, 2017
Získala celou řadu cen a ocenění, jako například: Jim Gordon Editor of the Year Award nebo Angus McDougall Visual Editing Award v roce 2015 a 2017.
Michele McNally zemřela v Yonkers ve státě New York 18. února 2022 ve věku 66 let.